# Dr. Slump colpisce ancora
Dr. Slump colpisce ancora (ちょっとだけかえってきたDr.スランプ?, Chotto dake kaettekita Dokutā Suranpu, lett. "Il breve ritorno del Dr. Slump") è un manga giapponese scritto da Takao Koyama e disegnato da Katsuyoshi Nakatsuru, ispirato al manga Dr. Slump di Akira Toriyama, di cui costituisce un seguito. Edito su V Jump dal 21 febbraio 1993 al settembre 1996, consta di quattro tankōbon con pagine a colori. In Italia è stato pubblicato da Star Comics nel 1999 in un'edizione da otto volumetti.
Toriyama viene accreditato come "supervisore", in quanto non è stato direttamente coinvolto nella serializzazione del manga. Koyama e Nakatsuru lavoravano con lo studio d'animazione Bird Studio di Toriyama, e lo stile di disegno di Nakatsuru è lo stesso usato poi nella nuova serie animata What a mess Slump e Arale (1997).
In questo manga appaiono alcuni nuovi personaggi, tra cui Nitro, seconda figlia di Senbee Norimaki e sorellina di Turbo Norimaki, e la famiglia Karte, nuovi vicini di casa Norimaki. Sono presenti inoltre dei cameo delle versioni Dragon Ball GT di Goku, Trunks e Pan.